# آن گروه موسیقی رگتایم
آن گروه موسیقی رگتایم (انگلیسی: That Ragtime Band) یک فیلم کوتاه کمدی به کارگردانی مک سنت است که در سال ۱۹۱۳ منتشر شد.

## گزیدهٔ بازیگران
- فورد استرلینگ
- میبل نورماند
- نیک کاگلی
- آلیس دَوِنپورت
- راسکو آرباکل
- ریموند هاتون
- ادگار کندی
- هنک من
- اَل سنت جان
- ویلیام هابر